# Зеленогірська селищна територіальна громада
Зеленогірська селищна територіальна громада — територіальна громада в Україні, у Подільському районі Одеської області, створена 30 листопада 2018 року в рамках адміністративно-територіальної реформи 2015–2020 років. Адміністративний центр — селище Зеленогірське.
Площа — 269,8 км², населення — 7544 мешканців (2020).
Громада утворена 30 листопада 2018 року в результаті об'єднання Зеленогірської селищної та Гвоздавської, Познанської і Ясенівською сільських рад. 
19 липня 2020 року, в результаті адміністративно-територіальної реформи і ліквідації Любашівського району, громада увійшла до складу новоутвореного Подільського району. 
До складу громади входить 1 селище Зеленогірське і 11 сіл:
- Василівка
- Володимирівка
- Гвоздавка Друга
- Гвоздавка Перша
- Познанка Друга
- Познанка Перша
- Солтанівка
- Чабанівка
- Шликареве
- Ясенове Друге
- Ясенове Перше